# Château du Saussay
 (juin 2018).
- Si vous ne connaissez pas le sujet, laissez ce bandeau (vous pouvez alors contacter les auteurs).
- Si vous supprimez le contenu mis en cause (vous pouvez préalablement contacter les auteurs),

argumentez précisément cette suppression dans la page de discussion
(un manque de référence n'est pas un argument ; une recherche réelle de référence doit avoir été effectuée, être formellement documentée).
 (juin 2018).
Si vous disposez d'ouvrages ou d'articles de référence ou si vous connaissez des sites web de qualité traitant du thème abordé ici, merci de compléter l'article en donnant les références utiles à sa vérifiabilité et en les liant à la section « Notes et références ».
Le château du Saussay (dit aussi Château du Grand-Saussay) est un château français situé dans la commune de Ballancourt-sur-Essonne, dans l'ancienne province du Hurepoix, aujourd'hui département de l'Essonne et la région Île-de-France, à trente-sept kilomètres au sud de Paris.

## Situation
| \| Localisation du château du Saussay dans l'Essonne. · Château du Saussay \| Localisation du château du Saussay dans l'Essonne. |
| Localisation du château du Saussay dans l'Essonne. · Château du Saussay                                                          |

Sis sur le territoire d'une ancienne commanderie templière et bâti sur les ruines d'un château féodal du XVe siècle, le Saussay constitue un rare ensemble de deux pavillons jumeaux du XVIIIe siècle se faisant face à l’entrée d’un parc romantique parcouru par les eaux. À l’intérieur les pièces de réceptions évoquent les vies des personnages illustres qui l’habitèrent.

## Quelques propriétaires
La plus ancienne mention, notariée, du « manoir du Sauçay » est son acte de vente par Philippe Cocheriau du Sauçay à dame Isabeau de Tremblay en 1328.
Un siècle plus tard, la châtellenie du Sauçay est donnée par Louis XI à Olivier Le Daim, son barbier, mais aussi conseiller, agent et diplomate. Olivier Le Daim, comte de Meulan, puis vicomte de Corbeil, s'est taillé d'importants fiefs dans le Sud francilien, au Saussay en 1474, puis à Choisy et Vayres, opportunément situés sur la route de Paris à Tours, capitale de son maître Louis XI. Opulent et puissant, Le Daim, né De Necker en Flandres, est appelé d'abord « le Mauvais », « le Malin » ou encore  « le Diable »  en France avant qu'une lettre royale l’anoblisse et le nomme officiellement Le Daim en 1474. Il tombe en disgrâce après la mort de Louis XI, et est pendu au gibet de Montfaucon en 1484.
Sa postérité, trouble comme sa personnalité, a servi la littérature : il apparaît notamment dans Notre-Dame de Paris de Victor Hugo et dans Quentin Durward de Walter Scott qui en fait un responsable essentiel de l'assassinat du prince-évêque de Liège, Louis de Bourbon, ancêtre des Bourbon Busset, les actuels propriétaires du Saussay.
Après l'exécution d'Olivier Le Daim, le Saussay est confisqué. Jean de Selve, seigneur d'Huison, devient seigneur du Saussay dans les années 1490. Selve, grand diplomate de François Ier, avait également repris les domaines de Vayres et de Choisy qui appartenaient à Olivier Le Daim et possédait le domaine de Villiers à Cerny et de Bellesbat à côté de Vayres. En 1497, Jean Lhuillier, conseiller et procureur général au Parlement de Paris, rachète le domaine à Selve. En 1528, Côme Lhuillier, seigneur du Saussay et de Saint Gratien, général des monnaies et échevin, est le propriétaire du Saussay.
En 1573, son héritier, Aignan Lhuillier, vend le domaine à René de Gaumont (? - 1578), marchand joaillier. Dès lors, le Saussay s'est transmis par voie familiale, de génération en génération jusqu'à présent, les héritages féminins l'ayant fait passer des Gaumont aux Bragelongne (XVIIIe siècle) puis aux Canclaux (fin XVIIIe siècle), aux Colbert-Chabanais (début XIXe siècle) et aux Bourbon Busset (début XXe siècle).

## Historique

### XVIesiècleetXVIIesiècle
Pendant les guerres de Religion, le château est incendié par une troupe de cinq cents Espagnols détachée de l'armée d'Alexandre Farnèse, condottiere aux ordres de Philippe II d'Espagne qui, après avoir pris et mis à sac Corbeil pour briser le siège de Paris par le roi Henri IV en 1590, est revenu affronter le Français autour de la capitale.
La paix rétablie, le château est rapidement rebâti par Laurent de Gaumont (? - 1619), fils de René et trésorier général de France. En 1622, Jean (? - 1626), son frère et héritier, fait entourer le Saussay de douves, privilège accordé en 1595 par lettre patente du roi Henri IV. À la fin des années 1760, le lointain héritier de Jean de Gaumont, Jean-Baptiste Claude de Bragelongne (qui a laissé un précieux journal arrêté en 1768, riche en descriptions et comptes sur son domaine) s'amuse de la présence de petits canons rouillés et de « gros fusils appelés biscayens »  dans la tour d'entrée. Plus tard le fils de Jean, André de Gaumont (1617-1684), fait réaliser par Denis Pilet, paysagiste alors réputé, un jardin au goût moderne à la française.

### Réaménagements auXVIIIesiècle

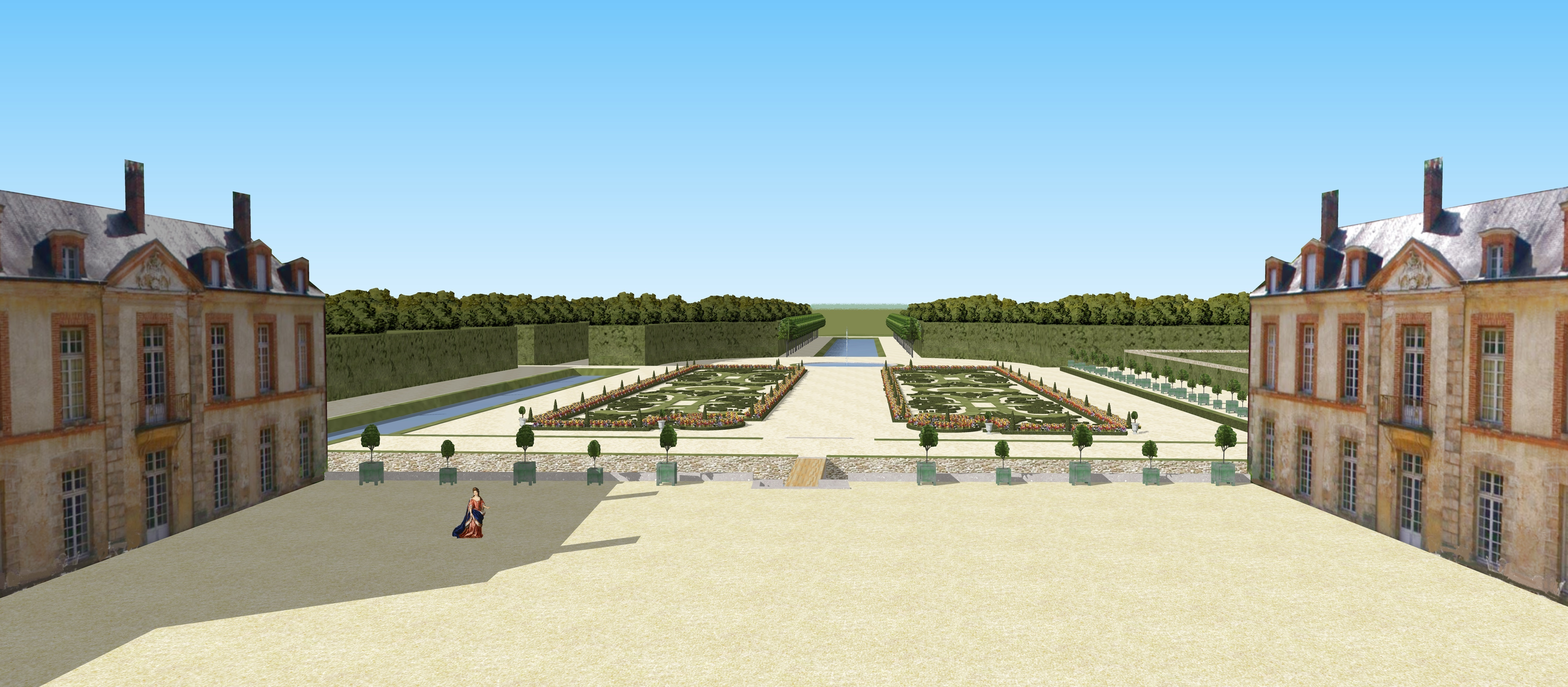
Restitution du château du Saussay au XVIIIe siècle, depuis la tourelle.

À la fin du règne de Louis XIV, l'histoire du château est marquée par la figure de Jean-Baptiste de Gaumont (1663-1750), parlementaire, protégé de la princesse de Conti et, sous la Régence, intendant des finances. Devenu maître du domaine en 1684, il fit réaménager totalement les lieux entre 1709 et 1725.
Dans un premier temps, le logis du maître est profondément restauré mais l'ensemble garde son allure fortifiée. L'asymétrie résultée de cet aménagement ne plaisant guère à Mme de Gaumont, le couple fait appel à l'élève de Mansart et architecte royal Jean Aubert. Celui-ci  fait abattre la ferme qui fait face au logis des maîtres et élève à la place un bâtiment aux proportions identiques. Il harmonise les deux ailes, leur donnant une forme de pavillons « en lanterne » (selon le Pavillon de la Lanterne du château de Versailles, qui présente une architecture et une façade quasi identiques à celles des ailes du château du Saussay).
En 1746, Jean-Baptiste de Gaumont fait don « entre vifs » du Saussay à son petit-neveu, Jean-Baptiste Claude de Bragelongne (1719-1775), conseiller au Parlement de Paris, l'auteur du Journal. Il achève l’œuvre de son légateur en terminant d'aménager les intérieurs. Son propre neveu et héritier Jean Baptiste Camille de Canclaux (1740-1817) fait abattre avant 1789 la tour d'entrée en grès, et fait élever par l'architecte royal Claude-Nicolas Ledoux deux pavillons autour d'un portail à son monogramme. Cédant à la mode anglaise, les parterres et broderies du parc sont transformés en jardin paysagé. Confisqué sous la Révolution, le château est racheté en 1793 par Jean-Baptiste-Camille de Canclaux, devenu général républicain, qui démolit dix ans plus tard, à la Commanderie du Saussay, la maison de maître, la ferme, les greniers, le pigeonnier et une partie de la chapelle et agrandit enfin significativement le parc.

### DuXIXesiècleà nos jours
Par le mariage de la fille unique de Jean-Baptiste-Camille de Canclaux, Madeleine, avec Auguste Colbert, le Saussay passe alors dans la famille des Colbert-Chabanais.
Au XIXe siècle, le château est doté d'une magnifique bibliothèque.
Le général marquis Pierre de Colbert (1834-1905) double dans sa largeur l'aile sud-est, qui est resté le logis du châtelain, et y adjoint un pavillon. En 1911, le château passe par sa fille Guillemette à la famille des Bourbon Busset. Le parc est alors redessiné par le paysagiste Achille Duchêne.
L'académicien Jacques de Bourbon Busset vécut dans ce château où habitent aujourd'hui ses enfants, petits-enfants et arrière-petits-enfants. Le 19 janvier 1951, le château est partiellement inscrit au titre des monuments historiques.

## Architecture

### Histoire architecturale

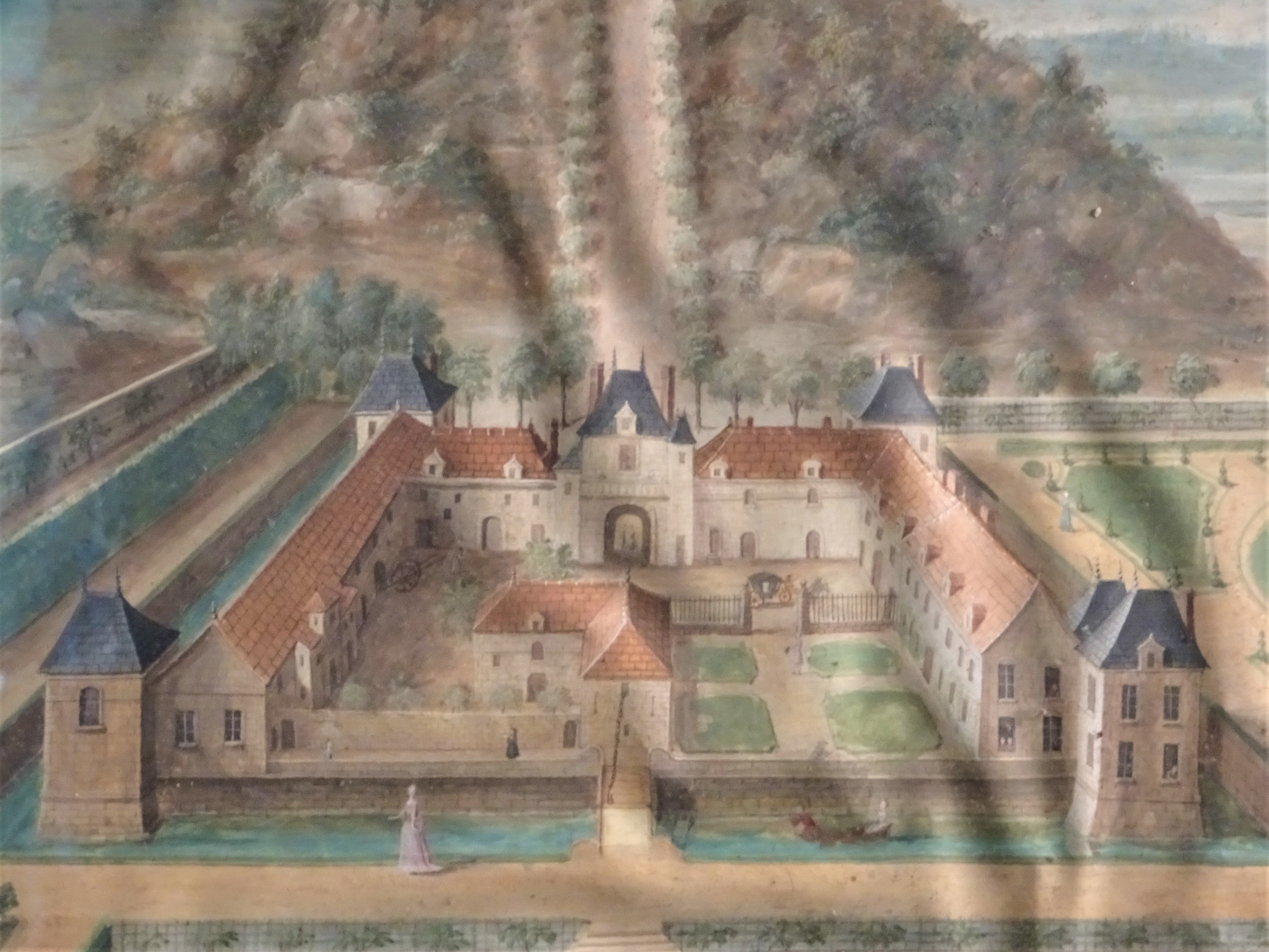
État du château du Saussay du XVI aux années 1710.

L'architecture d'origine du château, avant l'incendie de 1593, est inconnue. La plus ancienne vue du château existante est un état du Saussay tel qu'il était après la restauration du début du XVIIe siècle, jusqu'à la réfection des années 1720. Qualifié de « manoir » dans l'acte de vente de 1368[réf. nécessaire], le Saussay devait avoir à l'époque des dimensions plus modestes que celles du château actuel. Lorsqu'au début des années 1600, Laurent de Gaumont reconstruit l'édifice incendié, il suit peut-être la forme vue sur la plus ancienne représentation connue (ci-contre) : un pentagone à quatre tours d'angle carrées avec une tour d'entrée centrale orientée au nord-est, la fonction du château étant alors défensive.
C'est sans doute dans les dernières décennies du règne de Louis XIV, quand l'Île-de-France ne connaît plus la menace des bandes armées, qu'a été abattu le côté fermant la vue sur le jardin à la française que l'on créait alors. Des défenses sont néanmoins maintenues côté parc, avec un pont levis gardé par un châtelet à meurtrières érigé dans la cour du château.

#### «Ajustement»duXVIIIesiècle
L'« ajustement » (selon les termes de Jean-Baptiste Claude de Bragelongne) architectural auquel procède J.B. de Gaumont dans les années 1710 modifie peu l'apparence fortifiée du château. Le logis du châtelain, qui occupe les deux-tiers du côté sud-est, est refait. Des petits jardins sont ménagés des deux côtés du bâtiment rénové. Un second pavillon est peut-être élevé à côté de la tour sud.

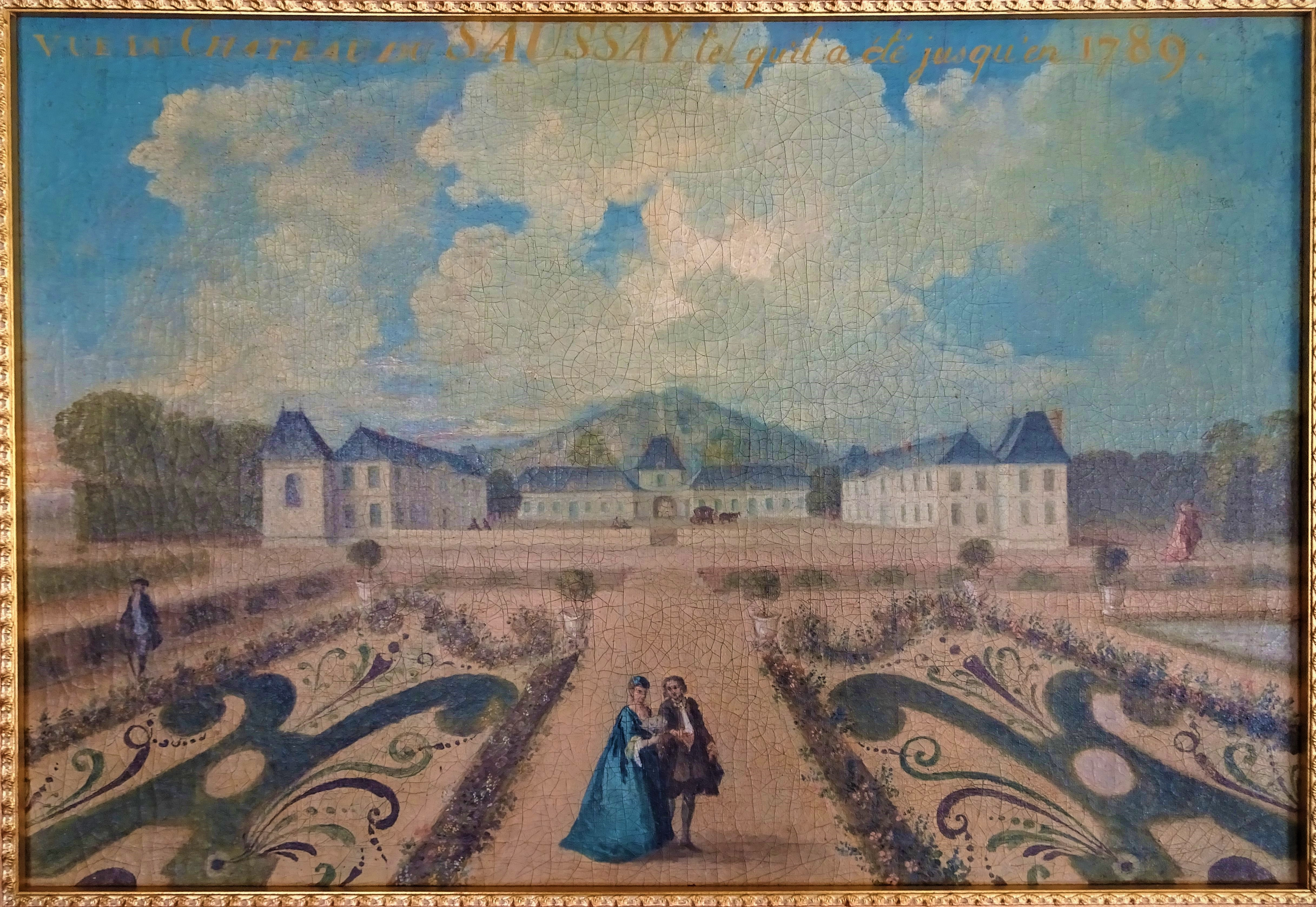
Le château du Saussay tel qu'il était de 1725 aux années 1780.

En effet a lieu une deuxième vague de travaux par l'architecte royal Jean Aubert, entre 1717 et 1725. Le châtelet de la cour est rasé. Le logis seigneurial est détaché de la tour Est. En face, la ferme est entièrement abattue et un bâtiment identique au grand logis refait dans les années 1710 est élevé. Les deux façades sur cours sont ornées d'encadrements de fenêtres en grès au rez-de-chaussée et en brique à l'étage. L'ensemble des toits sont couverts d'ardoises au lieu des tuiles, à l'exception du pigeonnier. En bon élève de Mansart, Aubert fait ouvrir dans les toits des deux ailes une fenêtre de chaque côté des frontons. Pour achever l'harmonisation de l'ensemble, les façades sur cour des communs qui flanquent l'entrée sont percées sur un seul étage de croisées identiques à encadrement en briques.
Jean-Baptiste Claude de Bragelongne situe l'achèvement de la seconde aile en 1725 mais les travaux sur les communs et autres chantiers, notamment celui de la ferme reconstruite à l'extérieur du château, ont pu durer quelques années de plus. À leur achèvement, le Saussay est tel qu'on le voit sur le tableau ci-contre.

#### Après la Révolution

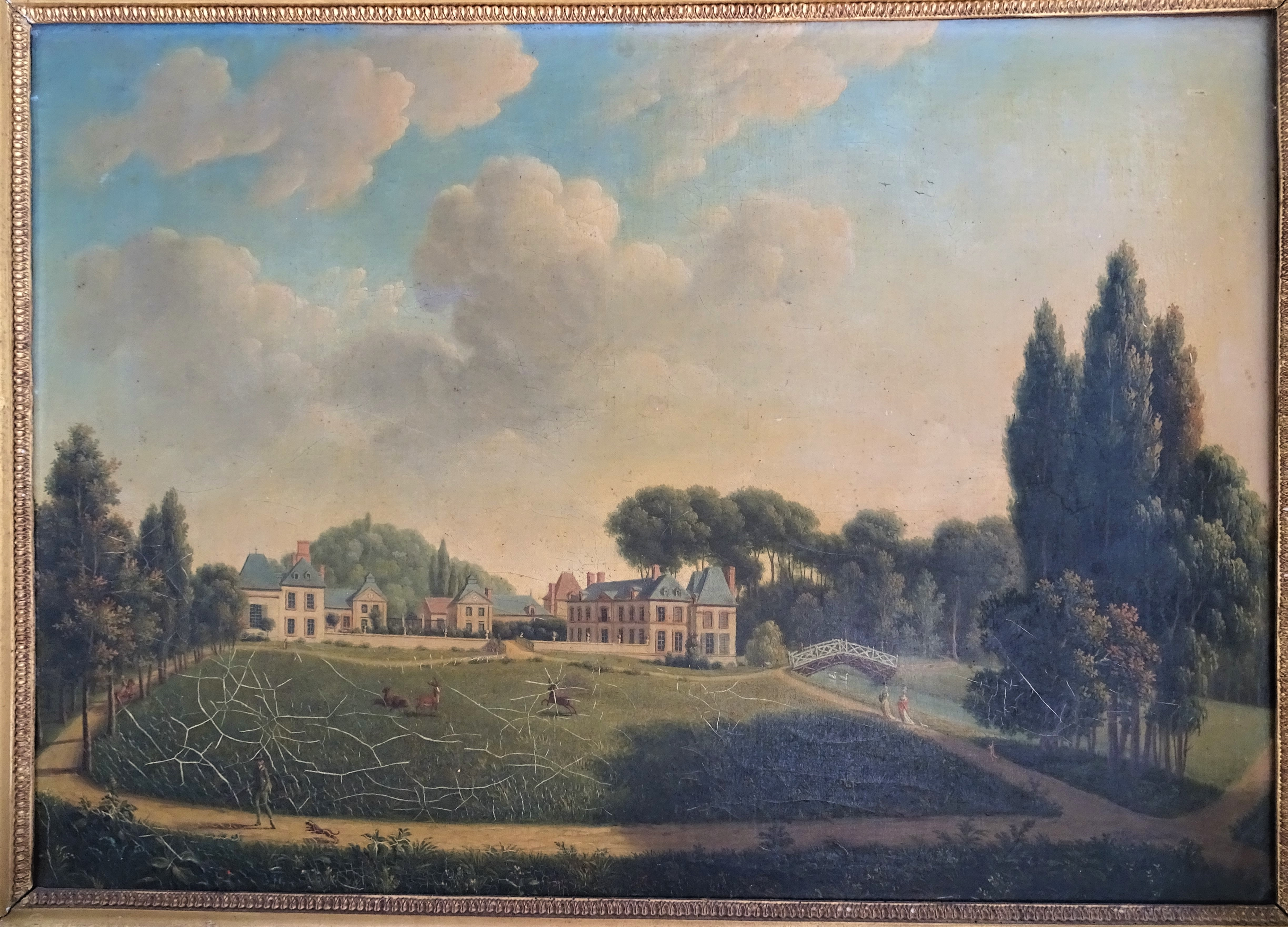
Le Saussay tel qu'il était de 1789 aux années 1850.

Le général Jean-Baptiste de Canclaux s'attaque aux restes de fortifications : le pont levis est remplacé par un pont en pierre précédé d'une plateforme pavée en demi-lune. La tour en grès qui défendait l'entrée du château est abattue. Il s'agissait d'une modification qu'avait précédemment tentée M. de Gaumont[Lequel ?], mais qu'il avait abandonnée devant les coûts des travaux. Un plan d'époque[réf. nécessaire] suggère que rien ne vient remplacer dans un premier temps le pavillon d'entrée.
Les façades des communs donnant sur l'entrée doivent être harmonisées, une grille avec portail fermant l'accès. L'entrée largement dégagée ouvre alors en grand sur le château et son parc à l'anglaise qui déborde jusque dans la cour centrale. La section sud-est des douves est asséchée et comblée, les flots sont déviés vers le premier miroir d'eau qui orne le parc, dans le prolongement de la façade sud-est.
Vers 1788-1789, Canclaux décide de refermer en partie ces panoramas en érigeant deux pavillons de chaque côté du pont d'entrée. De forme parfaitement carrée, coiffés de toits pyramidaux brisés en leurs sommets par un fût carré surmonté d'un pyramidion, présentant des frontons sur la cour et des portes de style colossal à ornements doriques, les deux pavillons présentent toutes les caractéristiques des bâtiments de l'architecte royal Claude-Nicolas Ledoux, notamment des doubles pavillons des entrées de la barrière d'octroi dont il achève, à la même période, la construction autour de Paris. Mais l'incertitude demeure quant au fait de savoir si l'architecte a réellement suivi les travaux, ou s'il a juste envoyé des plans commandés par Canclaux et exécutés par un autre architecte.
Un tableau (reproduit ici) montre le Saussay tel qu'il était après les derniers travaux de Canclaux.

#### Remaniements duXIXesiècle
Dans les années 1870, Pierre de Colbert effectue des remaniements aux résultats beaucoup plus discrets que leur ampleur pouvait présager. L'aile des châtelains est doublée dans sa largeur et un important pavillon lui est adjoint côté communs.
Ceux-ci sont partiellement transformés, une aile continue d'abriter le pigeonnier, la cuisine, le fournil, des logements de domestiques et la conciergerie (dans la loge d'entrée), l'autre est davantage modifiée avec la création d'une orangerie chauffée (dans l'autre loge), d'une sellerie et de vastes écuries.Est-ce alors que la section des douves courant devant l'entrée du château est asséchée et partiellement comblée ?[évasif]

### Techniques et matériaux

#### Construire local
Les matériaux utilisés sont ceux qui abondent dans la région : calcaire et meulière pour la chaux et les moellons, sables pour les mortiers et les enduits, argile pour les briques et les tuiles, bois pour les charpentes, les planchers et les lambris.
Les longs bâtiments d'une ancienne tuilerie existent toujours et jusqu'au milieu du XXe siècle, un four à chaux continuait de fonctionner à 200 mètres du château. Sur un flanc du Mont qui surplombe le Saussay, une ancienne carrière a pu servir aux constructeurs du château. Jean-Baptiste Claude de Bragelongne remarque que les bois pour construire l'aile qui supplante la ferme en 1725 ont été pris sur le Mont et que, travaillés trop verts, ils ont fait bouger le bâtiment jusqu'à leur séchage complet.

#### Restaurations modernes
Après son mariage en 1877, Pierre de Colbert-Chabanais  engage des travaux de restauration.
La plupart des briques des encadrements de fenêtres donnant sur les façades sur cour et sur parc, usées, sont remplacées. Les frises en briques anciennes qui courent sous le toit et encadrent les frontons sont plâtrées et badigeonnées de la couleur coquille d’œuf du crépi ; mais le rouge de la frise qui sépare le rez-de-chaussée du premier étage est conservé. Sur les flancs des deux ailes et de la tour sud qui donnent sur le parc, au rez-de-chaussée, les encadrements des fenêtres, en briques, sont couverts de stucs imitant des pierres de taille, la tour sud reçoit des chainages d'angle de même nature. Côté jardin, la façade de l'aile sud-est est alors décorée de faux chaînages et encadrements de fenêtres en stuc imitant des pierres de taille.
Une partie des façades reste aujourd'hui couverte par un crépi ancien, quand les bâtiments modifiés à la fin du XIXe siècle (communs, nouveau pavillon de l'aile sud-est, façade côté jardin de cette aile) ont reçu un crépi plus récent.
Dans les années 1950, la ferme située à l'extérieur du château a été partiellement détruite par un incendie, puis rebâtie.
L'ensemble des toitures en ardoise a été restauré à la fin du XXe siècle. Au XIXe siècle, la quasi-totalité des boiseries, lambris et murs nus avaient été peints en camaïeux de gris, comme c'en était alors la mode ; mais ce n'est plus le cas aujourd'hui, sauf dans un petit salon et le grand escalier.

## Filmographie
Le château est devenu un lieu privilégié pour les tournages de films ou téléfilms historiques, dont voici quelques titres :
- 1973 : Joseph Balsamo
- 1988 : Les Liaisons dangereuses
- 2004 : Une vie, téléfilm français d’Élisabeth Rappeneau d'après le roman de Guy de Maupassant diffusé sur FR3 en 2004.
- 2019 : Le Bazar de la Charité

## Galerie

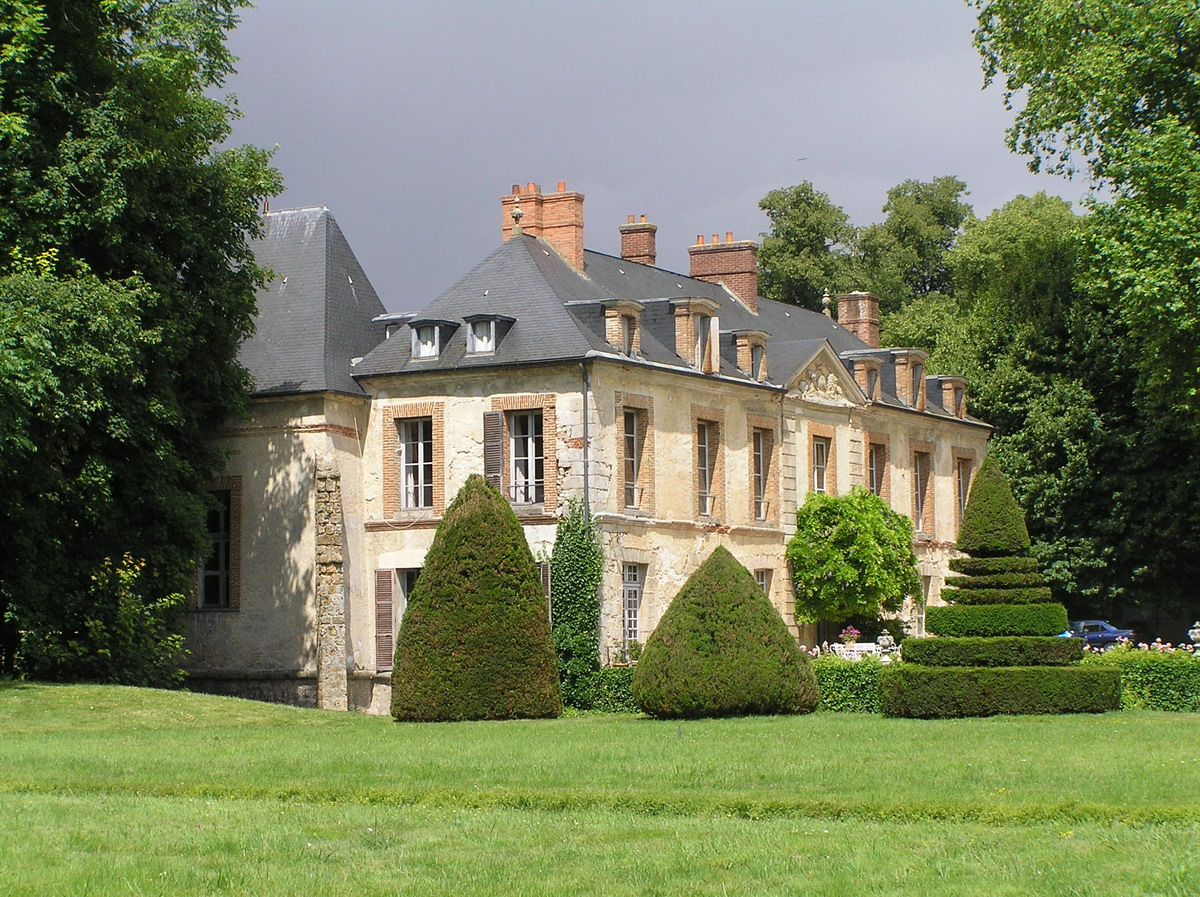
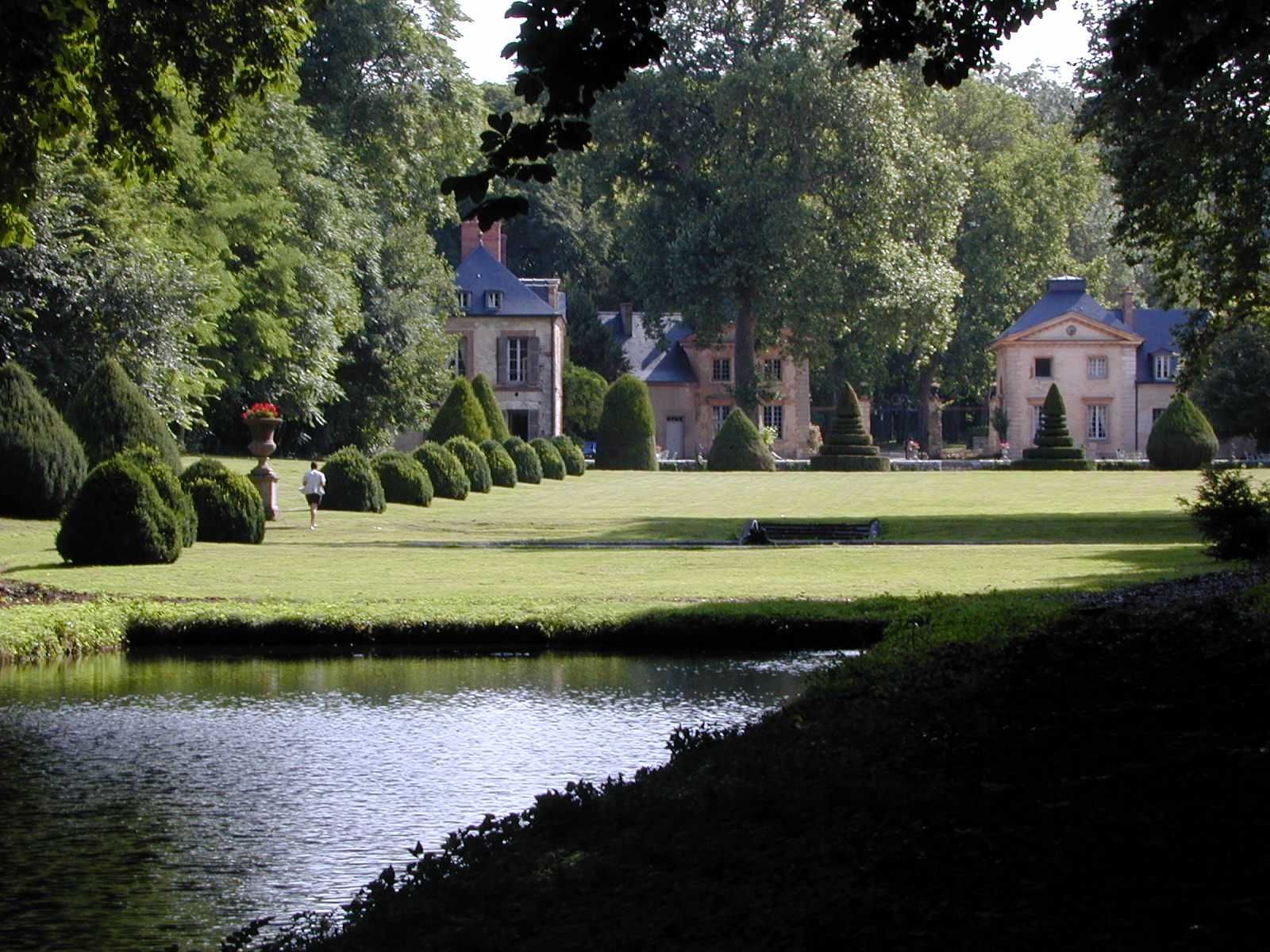
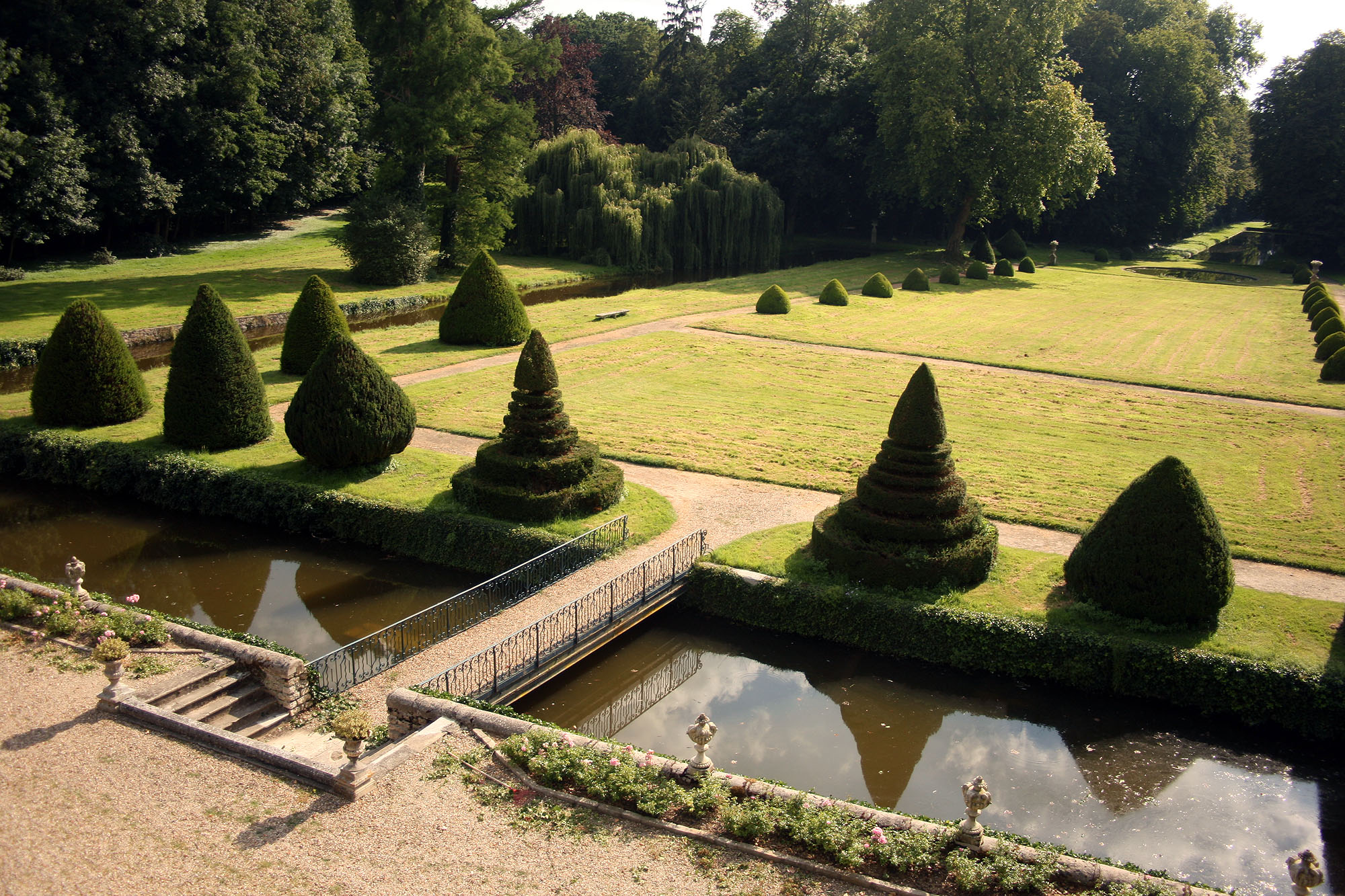
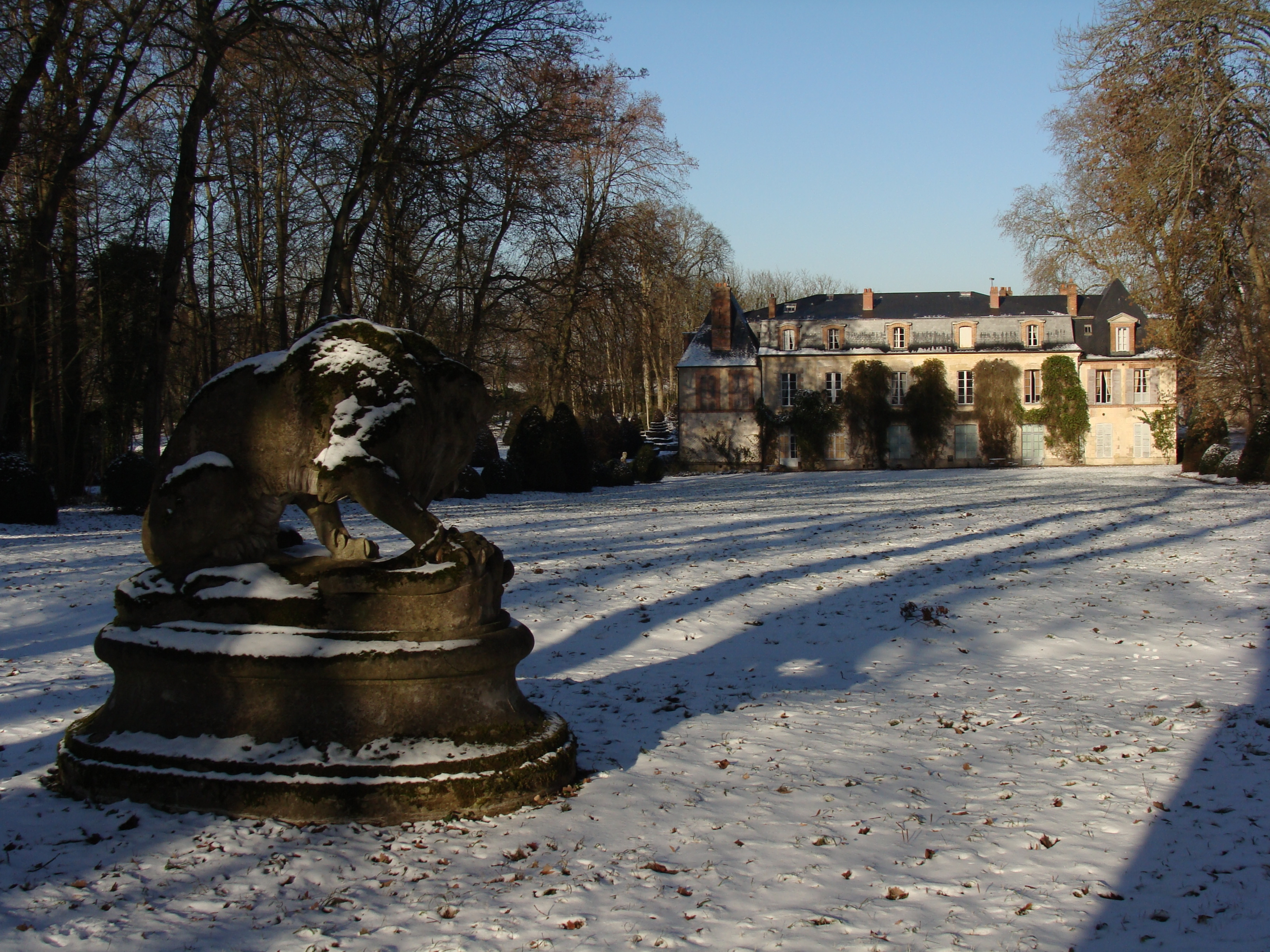